# Campeonato Europeo de Tiro con Arco al Aire Libre de 1972
El III Campeonato Europeo de Tiro con Arco al Aire Libre se celebró en Walferdange (Luxemburgo) entre el 22 y el 23 de julio de 1972 bajo la organización de la Unión Europea de Tiro con Arco (WAE) y la Federación Luxemburguesa de Tiro con Arco.

## Resultados

### Masculino
| Evento                  | Oro                                                    | Plata                                                     | Bronce                                                                  |
| ----------------------- | ------------------------------------------------------ | --------------------------------------------------------- | ----------------------------------------------------------------------- |
| Arco recurvo individual | Gunnar Jervill · Suecia                                | Arne Jacobsen Dinamarca                                   | Olavi Laurila · Finlandia                                               |
| Arco recurvo por equipo | Gunnar Jervill · Olle Boström · Rolf Svensson · Suecia | Olavi Laurila · Jukka Inkeri · Jorma Sandelin · Finlandia | Jakob Wolfensberger · Manfred Schoenberg · Jean-Pierre Héritier · Suiza |

### Femenino
| Evento                  | Oro                                                 | Plata                                                       | Bronce                                                           |
| ----------------------- | --------------------------------------------------- | ----------------------------------------------------------- | ---------------------------------------------------------------- |
| Arco recurvo individual | Ketevan Losaberidze URSS                            | Ala Peunova URSS                                            | Anna-Lisa Berglund · Suecia                                      |
| Arco recurvo por equipo | Ketevan Losaberidze Ala Peunova Emma Gapchenko URSS | Maria Mączyńska · Maria Palczak · Bogumiła Bielas · Polonia | Anna-Lisa Berglund · Sigrid Johansson · Irma Danielsson · Suecia |

## Medallero
| Núm. | País      | Oro | Plata | Bronce | Total |
| ---- | --------- | --- | ----- | ------ | ----- |
| 1    | URSS      | 2   | 1     | 0      | 3     |
| 2    | Suecia    | 2   | 0     | 2      | 4     |
| 3    | Finlandia | 0   | 1     | 1      | 2     |
| 4    | Dinamarca | 0   | 1     | 0      | 1     |
| 4    | Polonia   | 0   | 1     | 0      | 1     |
| 6    | Suiza     | 0   | 0     | 1      | 1     |
|      | TOTAL     | 4   | 4     | 4      | 12    |